# Jelle Hilarius
Jelle Hilarius (* 10. Oktober 1988 in Haaksbergen) ist ein niederländischer Volleyballspieler.

## Karriere
Hilarius begann seine Karriere in seiner Heimatstadt bei Havoc Haaksbergen. Später spielte er bei Bovo Aalten. Der Diagonalangreifer gehörte zur niederländischen Jugend-Nationalmannschaft und nahm 2006 mit den Junioren an der Europameisterschaft in Kasan teil. Im gleichen Jahr wechselte er von Aalten zu Dynamo Neede. Gleichzeitig trainierte er beim Erstligisten Orion Doetinchem. In der Saison 2007/08 spielte Hilarius in der zweiten Mannschaft von Landstede Zwolle, ehe er ein Jahr später in den Erstliga-Kader aufrückte. Mit Zwolle gewann er 2012 den nationalen Pokal. 2013 wurde er mit dem Team niederländischer Meister. Anschließend verpflichtete der deutsche Bundesligist evivo Düren den Diagonalangreifer. 2014/15 spielte Hilarius zunächst beim finnischen Erstliga-Aufsteiger Liiga Särkät und später in Rumänien bei Știința Explorări Baia Mare. Von 2015 bis 2019 war der Diagonalangreifer erneut in Zwolle bei Coníche Topvolleybal aktiv. Seit 2019 spielt Hilarius beim niederländischen Meister Orion Doetinchem.